# Julia Gutman
Julia Gutman (* 1993 in Sydney, New South Wales) ist eine australische bildende Künstlerin.

## Leben und Werk

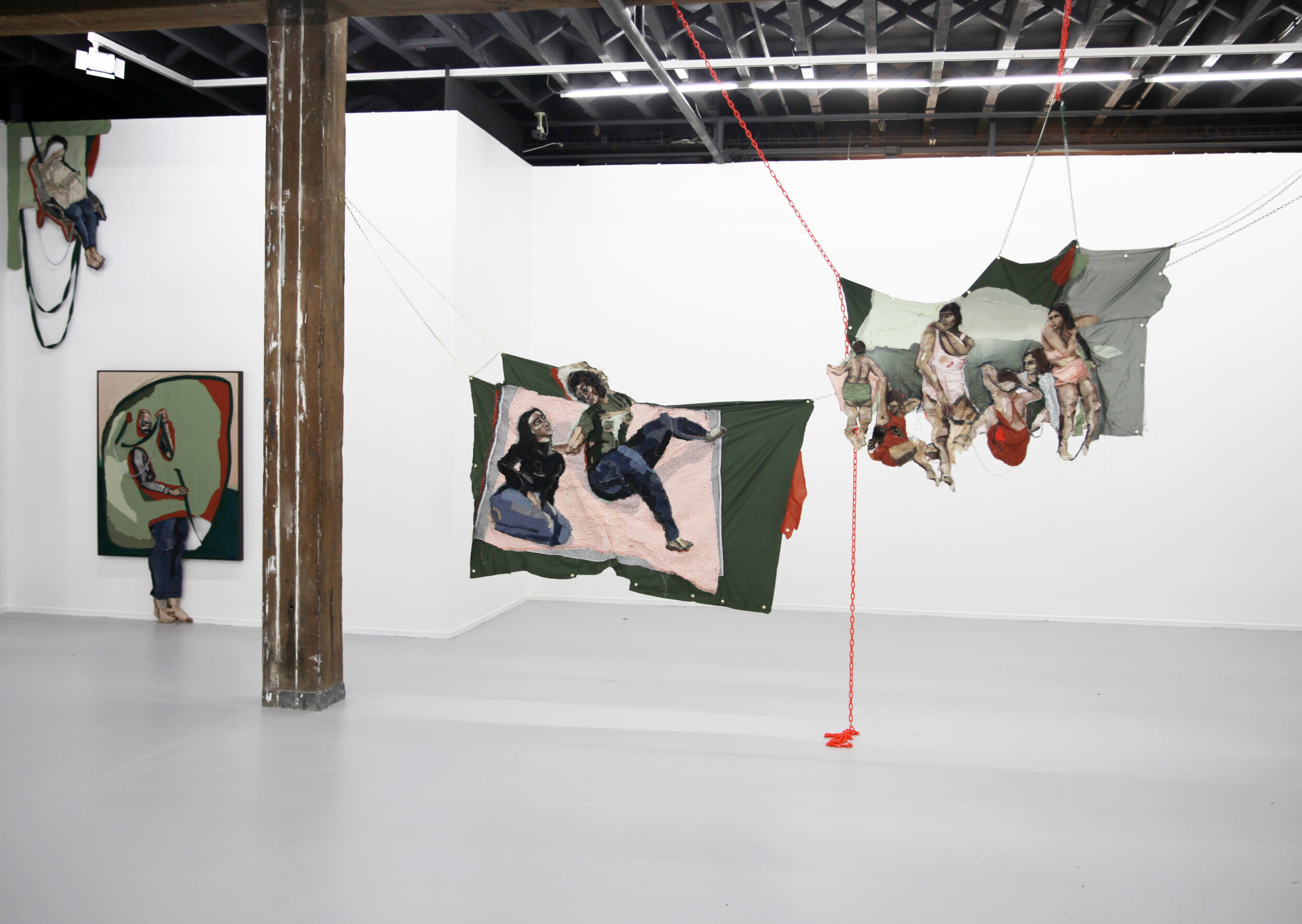
Julia Gutmans Installation, Artspace, Sydney 2020

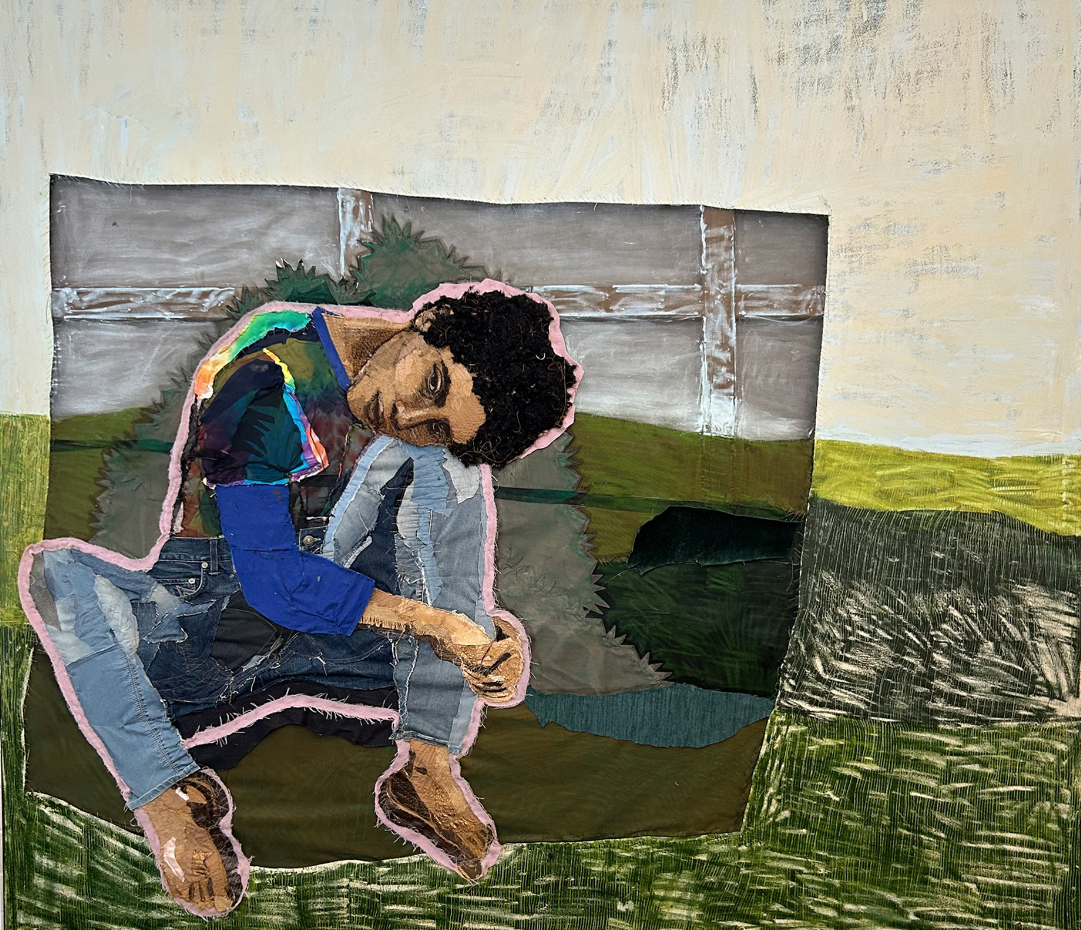
Mit Head in the Sky, Feet on the Ground gewann Gutman 2023 den Archibald Prize

Julia Gutman absolvierte 2015 ihren Bachelor of Fine Arts in Malerei an der University of New South Wales. 2016 erhielt sie ein Graduate Scholarship am US-amerikanischen College Rhode Island School of Design (RISD) in Providence, wo sie 2018 mit einem Master of Fine Arts in Bildhauerei abschloss. Im selben Jahr erhielt sie hier ein Lehrstipendium Graduate Division Teaching Fellowship. Es folgten Aufenthalte als Artist in Residence am Elsewhere Museum in North Carolina (2019) und in den Waverley Artist Studios in Sydney (2020).
Gutman war Finalistin bei den australischen Wettbewerben Create NSW Visual Arts Emerging Fellowship im Artspace, Sydney (2020), beim 66th Blake Prize im Casula Powerhouse Arts Centre (2021) und beim Ramsay Art Prize der Art Gallery of South Australia (2021). 2023 gewann sie den renommierten Archibald Prize für ihr Porträtbild Head in the sky, feet on the ground der befreundeten australischen singenden Person Jessica Cerro, die unter ihrem Künstlernamen Montaigne Australien beim Eurovision Song Contest 2021 vertreten hatte. Mit 29 Jahren ist Gutman eine der Jüngsten unter den Preisträgern in der bis dahin 102-jährigen Geschichte dieser Auszeichnung.
Julia Gutman lebt und arbeitet in Sydney.

## Themen und Stil
Gutman nutzt das Medium Stoff, mit dem sie belastete Vorstellungen von Weiblichkeit, Tradition und Erwartung thematisiert. Nach ihrem Studium an der Rhode Island School of Design 2018 lebte Julia Gutman in New York, wo sie abstrahierte Skulpturen aus gefundenen Textilien schuf und dabei „die sozio-historischen und feministischen Implikationen der Materialien erforschte“.
Nach dem Tod einer ihr nahen Freundin kehrte Gutman nach Sydney zurück und machte eine „große Bestandsaufnahme“ für eine Neuausrichtung ihres Lebens. In dieser Zeit des Wandels und der Trauer war die Stickerei für sie eine wichtige therapeutische Maßnahme. Sie fertigte Collagen aus Ölfarben, Stoffresten und Stickereien mit Titeln wie No one Told Me the Shadows Could Be so Bright oder Head in the sky, feet on the ground.
Bei der letztgenannten Arbeit, mit der sie den Archibald Prize gewann, sah sich Gutman von Egon Schieles Bild Sitzende Frau mit hochgezogenem Knie inspiriert. Die oft weiblichen Figuren in ihren Werken werden im Laufe der Zeit akribisch aufgebaut, im Gegensatz zu den kühn collagierten Hintergrundelementen, deren Stücke innerhalb eines Abends zusammenfinden können. „Es kommt der Punkt, an dem das Bild sagt: ‚Du kannst mich nicht mehr ändern‘, weil ich so viele Schichten Stoff übereinander verarbeitet habe, dass die Nadel nicht mehr durchpasst“, so Gutman.

## Ausstellungen
Einzelausstellungen
- 2022 – Muses, Sullivan + Strumpf, Sydney[4]

Gruppenausstellungen (Auswahl)
- 2023 – Soft Power. Gouldburn Regional Art Gallery, Goulburn, New South Wales.
- 2023 – Sequence. Touchstone Gallery, Washington D.C.
- 2023 – Annual Group Show. Sullivan+Strumpf, Sydney und Melbourne, Victoria.
- 2022 – Primavera 2022: Young Australian Artists. Museum of Contemporary Art Australia, Sydney, New South Wales.[11]
- 2021 – Fresh Material: New Australian Textile Art. Perc Tucker Regional Gallery, Townsville, Queensland.
- 2021 – In the fibre of her being. Fairfield City Museum & Gallery, New South Wales.
- 2021 – All Great and Precious Things. T293 Gallery, Rom.
- 2021 – Ramsay Art Prize. Art Gallery of South Australia, Adelaide, South Australia.
- 2020 – NSW Visual Arts Emerging Fellowship. Artspace, Woolloomooloo, New South Wales.[12]
- 2020 – Intimacy. Jerico Contemporary, Sydney.
- 2020 – After separation. Fires, Sydney.
- 2019 – Happening 104. Elsewhere Living Museum and Artist Residency, North Carolina.
- 2019 – Twist and Twine. Paradice Palase, New York.
- 2019 – Menage/rie Unfolded. SRO Gallery, New York.
- 2018 – PLS REPLY? Parasol Projects, New York.
- 2018 – Rhode Island School of Design Graduate Thesis Show, Rhode Island Convention Centre.
- 2018 – You’re Invited – Sleepover: The exploration and evolution of girlhood, sexuality, and identity. Gelman Student, Exhibitions Gallery, Rhode Island School of Design.[4]

Arbeiten Gutmans befinden sich im Ace Hotel von Sydney sowie in privaten Sammlungen.